# Already (chanson)
Already est une chanson de la chanteuse américaine Beyoncé, de la chanteuse ghanéenne Shatta Wale et du trio américain Major Lazer de l'album de 2019 Le Roi Lion : Le Cadeau et présentée dans le film de 2020 Black Is King (en).

## Sortie
Already est écrit par Beyoncé, Starrah (en), Nii Armah Mensah, Picard Brothers Ronald Banful et Diplo, avec Beyoncé, Diplo et Picard Brothers produisant respectivement la chanson.
Already est publié à l'origine en tant que titre de The Lion King: The Gift en 2019, un album de bande originale organisé par Beyoncé pour le remake animé photoréaliste de 2019 du Roi Lion. Il est ensuite repris dans Black Is King, un pendant visuel et un téléfilm de l'album, sorti sur Disney+ le 31 juillet 2020. Son clip vidéo est mis en ligne séparément sur YouTube et Instagram quelques heures avant la sortie du film.

## Composition et interprétation lyrique
Craig Jenkins de Vulture (website) (en) décrit la chanson comme une « Une chanson sur le souvenir de ses racines » et suggére que la chanson se rapporte au moment où un « Simba perdu et détrôné [du Roi Lion de 2019] est contraint d'accepter son héritage ». Jon Pareles du The New York Times déclare que Already sert de « tremplin » pour « les points clés de l'intrigue [du Roi Lion de 2019] », aux côtés de Keys to the Kingdom et Scar, chansons également présentes dans Le Roi Lion : Le Cadeau. Matthew Meadow de Your EDM décrit le chant de Beyoncé sur Already « d'une fluidité irréprochable », tandis que Devki Nehra de Firstpost décrit la chanson comme « lourde en reggae ».

## Clip musical

### Production
La styliste Zerina Akers (en) explique qu'elle « voulait faire référence à différentes cultures, traditions et tribus, tout en ayant la liberté de créer de la fantaisie, pour que les gens puissent s'évader dans un nouveau monde » à travers la mode du film. L'un des costumes de la vidéo Already est une robe trench en dentelle bleue nigériane Jérôme de 5:31, accompagnée d'un gele nigérian, inspirée de la mode des matriarches lors des mariages nigérians. Un autre costume,, un haut et une jupe Burberry à motif de vache, est inspiré par les peuples Xhosa et Zulu d'Afrique du Sud, qui utilisent la peau du bétail Nguni pour leurs boucliers. Akers collabore également avec la créatrice de mode américaine Natalia Fedner (en) sur une coiffe en chaîne d'or couverte de boucles d'oreilles en or de différents styles et tailles, en intégrant les boucles d'oreilles dans la coiffe textile, Akers a voulu montrer comment les bijoux en or relient les générations de femmes noires et la diaspora africaine.
Les coiffures de Black Is King sont inspirées par diverses coiffures traditionnelles africaines, le coiffeur Neal Farinah et Beyoncé s'efforçant également d'offrir un aperçu de la culture africaine avec chaque style. L'une des coiffures de Beyoncé dans le clip Already est inspirée par les têtes cornues et les lèvres plates des peuples Dinka et Mursi, qui les portent comme symboles de prestige et d'honneur. Une autre coiffure utilise des nœuds bantous pour rendre hommage au peuple zoulou, avec un symbole ankh au centre pour symboliser la vie comme dans la culture égyptienne antique.

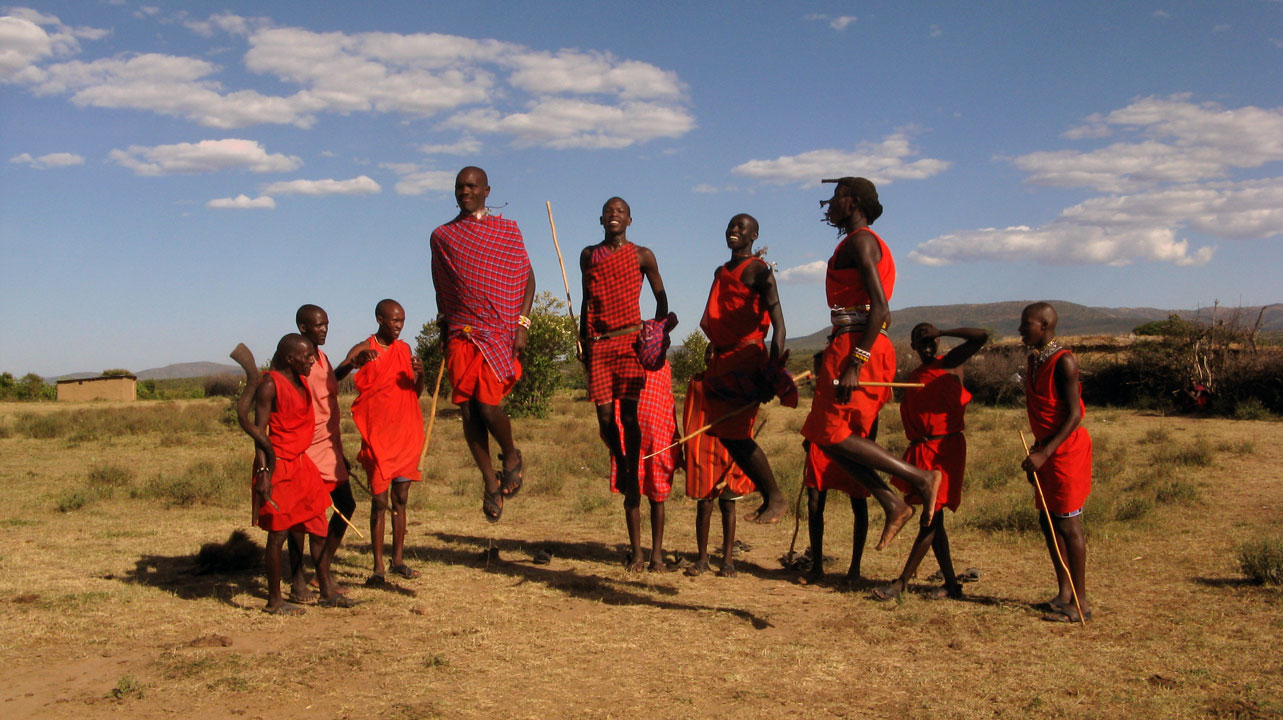
La chorégraphie de la vidéo a été inspirée par la danse de saut adumu du peuple Massaï.

Des membres de l'école de danse Dance With Purpose (DWP) Academy basée à Accra sont recrutés pour la vidéo. En 2019, la DWP Academy publie sa propre chorégraphie pour la chanson après sa première sortie. Cela attirr l'attention de Beyoncé et son équipe les a contactés pour les inviter à participer à Black Is King. Stephen Ojo et Caleb Bonney du groupe de danse AVO (Africa's Very Own) Boyz travaillent avec le chorégraphe américain JaQuel Knight (en) sur la chorégraphie de la vidéo. Ojo et Bonney ont montré à Knight la chorégraphie du morceau qu'ils avaient réalisée quelques jours auparavant pour un cours qu'ils enseignaient. Ils apprennent ensuite à Beyoncé la chorégraphie, y compris plusieurs styles de danse de toute l'Afrique, tels que le Gbese, le Poco et le Kpakujemu du Nigéria, le C'est Moi de Côte d'Ivoire et le network du Ghana. Ojo déclare que son objectif pour la chorégraphie est de « s'assurer que les mouvements que nous présentions étaient correctement représentés et dansés de la bonne manière. Je voulais m'assurer que l'Afrique soit représentée correctement et non diluée ». Ojo commente sa collaboration avec Beyoncé : « C'était une très bonne élève. Elle rendait hommage aux créateurs, respectait notre culture ; certains n'y prêtaient peut-être pas attention. Mais elle était très réceptive. Elle était respectueuse tout le temps, à l'écoute. Et chaque mouvement était net, précis, précis ». Une scène où des hommes noirs en costumes violets sautent à l'unisson fait référence à la danse de saut adumu Maasai du Kenya et de Tanzanie, une cérémonie au cours de laquelle des hommes en cercle rivalisent pour savoir qui peut sauter le plus haut en position droite,.

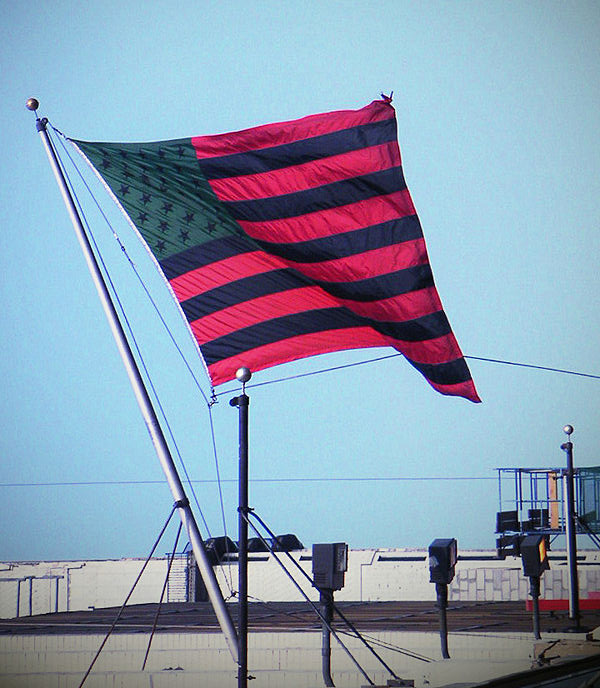
La pièce du « Drapeau afro-américain » de David Hammons, datant de 1990, a été ajoutée à l'ensemble.

Les sculptures solaires d'Ugo Rondinone, qui symbolisent la renaissance et le renouveau, sont présentées dans le clip vidéo afin de refléter le motif du film du « cercle de la vie ». Le drapeau afro-américain (en) est également inclus dans la vidéo ; la pièce est créée par David Hammons en 1990 pour représenter la marginalisation des artistes afro-américains et est considérée comme un symbole de la libération des Noirs.
Certaines parties de la vidéo sont tournées au Ghana, le chapitre ghanéen du film étant dirigé par le réalisateur Joshua Kissi. Le tournage a lieu dans la région de l'Est et dans la région du Grand Accra, l'équipe souhaitant inclure des lieux sous-représentés dans les représentations du Ghana, comme la ville natale de Shatta Wale, Nima (en).

### Sortie
Le clip complet de Already est diffusé en avant-première sur YouTube et est mis en ligne sur Instagram le 31 juillet 2020, quelques heures seulement avant la sortie de Black Is King sur Disney+ dans lequel il figure. Il Il devient le premier clip du film à être téléchargé en tant que vidéo autonome, suivi peu après par Brown Skin Girl (en).

### Critiques
Callie Ahlgrim d'Insider classe Already comme le meilleur clip de 2020, le décrivant comme une œuvre « méticuleusement stylisée et profondément impressionnante. Vous pouvez mettre Already en pause à tout moment et il ressemblera à un tableau ». Le clip est également classé parmi les meilleurs clips de 2020 par des publications telles que Vulture, Idolator, USA Today, Vogue, Crack Magazine et Slant.
Althea Legaspi de Rolling Stone décrit la vidéo comme « vibrante » et « visuellement saisissante », notant également que l'inclusion de « danseurs du monde entier entrelacés tout au long du clip » souligne l'objectif de Black Is King comme une « célébration inspirante du fait d'être noir, de sa chorégraphie élégante et de sa mode aux lieux mondiaux ». Jon Powell de Revolt salue la « danse et la chorégraphie », la « variété des lieux dynamiques » et les hommages aux cultures africaines et aux « rois noirs du monde entier ». Brea Cubit de PopSugar approuve, louant également les « tenues magnifiques, la chorégraphie fascinante et les clins d'œil à la culture africaine » vus dans la vidéo. Pitchfork nomme Already l'un des meilleurs clips musicaux de 2020, écrivant : « Avec la sortie de son film tentaculaire Disney+ Black Is King cet été, Beyoncé a prouvé qu'elle restait à la pointe des visuels musicaux... Même dans le cadre d'un énorme effort cinématographique, Already est un monde à part ».

### Impact
Le body imprimé lune de Marine Serre présenté dans la vidéo Already devient « le modèle le plus populaire de 2020 », la marque ayant enregistré une augmentation de 426 % des recherches dans les 48 heures suivant la sortie de Black Is King. Steff Yotka de Vogue écrit que « Black Is King était l'événement de mode numérique de l'été, éclipsant les semaines de la mode officielles en alignant les vêtements sur l'histoire, la célébrité, le but et la beauté inégalée ».

## Prix et nominations
| Année | Cérémonie                                      | Prix                                      | Résultat   | Réf.   |
| ----- | ---------------------------------------------- | ----------------------------------------- | ---------- | ------ |
| 2020  | Soul Train Music Awards                        | Meilleure performance de danse            | Nomination | [ 36 ] |
| 2020  | UK Music Video Awards                          | Meilleure vidéo R&B/Soul – Internationale | Nomination | [ 37 ] |
| 2020  | UK Music Video Awards                          | Meilleur style dans une vidéo             | Lauréat    | [ 37 ] |
| 2020  | UK Music Video Awards                          | Meilleure chorégraphie dans une vidéo     | Nomination | [ 37 ] |
| 2020  | Prix de la musique africaine                   | Meilleure collaboration                   | Nomination | [ 38 ] |
| 2020  | Prix du divertissement africain aux États-Unis | Meilleure collaboration                   | Lauréat    | [ 39 ] |
| 2020  | Prix du divertissement africain aux États-Unis | Chanson de l'année                        | Nomination | [ 39 ] |
| 2020  | MVPA Awards (en)                               | Meilleure vidéo R&B/Soul                  | Nomination | [ 40 ] |
| 2020  | MVPA Awards (en)                               | Meilleur style dans une vidéo             | Nomination | [ 40 ] |
| 2020  | MVPA Awards (en)                               | Meilleure conception de production        | Nomination | [ 40 ] |
| 2020  | MVPA Awards (en)                               | Meilleure chorégraphie                    | Nomination | [ 40 ] |
| 2020  | MVPA Awards (en)                               | Meilleur montage                          | Nomination | [ 40 ] |
| 2021  | Prix AICP Post (en)                            | Étalonnage des couleurs : vidéo musicale  | Nomination | [ 41 ] |
| 2021  | MTV Video Music Awards                         | Meilleure direction artistique            | Nomination |        |

## Graphiques

### Classements hebdomadaires
| Classement (2019-2020)                                               | Meilleure position |
| -------------------------------------------------------------------- | ------------------ |
| Belgique (Ultratip Bubbling Under Flanders)                          | 9                  |
| Belgique (Ultratip Bubbling Under Wallonia)                          | 22                 |
| France (Tableau des ventes SNEP)                                     | 49                 |
| Hot Singles de Nouvelle-Zélande (RMNZ)                               | 36                 |
| Singles au Royaume-Uni (OCC)                                         | 95                 |
| Ventes de chansons numériques aux États-Unis (Billboard)             | 50                 |
| Chansons R&B américaines populaires (Billboard)                      | 50                 |
| Ventes numériques de chansons R&B/Hip-Hop aux États-Unis (Billboard) | 9                  |
| Ventes mondiales de chansons numériques (Billboard)                  | 2                  |

## Certifications
| Région                                                                  | Certification | Unités certifiées/ventes |
| ----------------------------------------------------------------------- | ------------- | ------------------------ |
| Canada (Musique Canada)                                                 | Or            | 40 000 ‡                 |
| France (SNEP)                                                           | Or            | 100 000 ‡                |
| Royaume-Uni (BPI)                                                       | Argent        | 200 000 ‡                |
| États-Unis (RIAA)                                                       | Or            | 500 000 ‡                |
| ‡ Chiffres de ventes + streaming basés uniquement sur la certification. |               |                          |